# 黃煇齡
黃煇齡（？—？），廣東省廣州府香山縣人，清朝政治人物。進士出身。
光緒二年（1876年），參加丙子恩科會試，得貢士第197名。殿試登進士2甲第135名。同年五月（6月3日），經吏部掣簽，授即用知縣。